# Pierre-Louis-Arthur-Marie Béziers-Lafosse
Pierre-Louis-Arthur-Marie Béziers-Lafosse, francoski general, * 1880, † 1964.